# شکینا استریکلن
شکینا استریکلن (انگلیسی: Shekinna Stricklen؛ زادهٔ ۳۰ ژوئیهٔ ۱۹۹۰) بازیکن بسکتبال اهل ایالات متحده آمریکا است.
وی در مسابقات کشوری و بین‌المللی در مجموع برندهٔ ۲ مدال طلا شده‌است.